# Bintang (Rangkui)
Bintang is een bestuurslaag in het regentschap Pangkal Pinang van de provincie Bangka-Belitung, Indonesië. Bintang telt 3014 inwoners (volkstelling 2010).